# Gautegiz Arteaga
Pour les articles homonymes, voir Arteaga.
Gautegiz Arteaga en basque ou Gautéguiz de Arteaga en espagnol est une commune de Biscaye dans la communauté autonome du Pays basque en Espagne.
Le nom officiel de la ville est Gautegiz Arteaga.

## Toponymie
Selon la tradition, le nom de cette dérive de l'elizate des deux maison-tour qui a eu dans le lieu : la plus ancienne, celle de Gautéguiz, dont il ne reste plus rien, et celle d'Arteaga, apparue postérieurement et sur les ruines de laquelle on a construit la Tour d'Arteaga.
Gautegiz appartient à la série de toponymes basques qui ont une terminaison en -iz. Julio Caro Baroja défendait que la plupart de ces toponymes provenaient d'un nom propre uni au suffixe latin -icus décliné.
Caro Baroja considérait que les suffixes -oz, -ez et -iz dans la zone basco-navarraise appliqués à la toponymie indiquaient dans l'antiquité que le lieu avait été la propriété de la personne dont le nom était uni au suffixe, en pouvant remonter son origine depuis le Moyen Âge jusqu'à l'époque de l'Empire romain.
Dans le cas de Gautegiz, Julio Caro Baroja a proposé que ce nom pourrait provenir d'un hypothétique Gautius, un nom latin documenté. Ainsi, si au nom Gautius on lui ajoute le suffixe latin -icus, indiquant ce qui appartient à, on pourrait obtenir Gauticus. Gauticus pourrait aussi être un fils de Gautius. La propriété de Gauticus et de ses descendants serait Gautici (génitif au singulier et nominatif au pluriel).
De ce Gautici peut dériver le toponyme Gautegiz : Gautici → Gauti(gi)ci → Gautegici → Gautéguiz. Par une évolution semblable à celle de ce suffixe latin -icus commencent aussi les patronymes utilisés dans les langues latines de la Péninsule Ibérique.
Arteaga, d'autre part, est un phytonyme et signifie lieu du chêne, du basque artea (chêne vert) et le suffixe locatif -aga.
L'elizate a été traditionnellement appelée Gautéguiz de Arteaga, bien qu'on ait toujours eu tendance à l'appeler simplement « Arteaga ». Dans le recensement de 1842 et entre les recensements de 1877 et 1950, on a appelé officiellement la municipalité « Arteaga ». Dans les recensements de 1857, 1860 et entre les recensements de 1960 et 1991, on l'a appelé Gautéguiz d'Arteaga.
En langue basque, la municipalité s'appelle Gautegiz Arteaga, bien qu'on l'appelle aussi simplement Arteaga. Gautegiz est une adaptation de Gautéguiz à l'orthographe moderne du basque et il est prononcé presque pareil.
En 1996 la mairie a adopté la dénomination en basque qui est actuellement officielle : Gautegiz Arteaga.

## Démographie

### Quartiers
Les quartiers de Gautegiz-Arteaga sont: Basetxeta, Isla Goikoa, Isla Bekoa, Kanala, Muruetagane, Orueta, Ozollo, Tremoia et Zelaieta comme quartier principal (mairie, église).

## Patrimoine civil

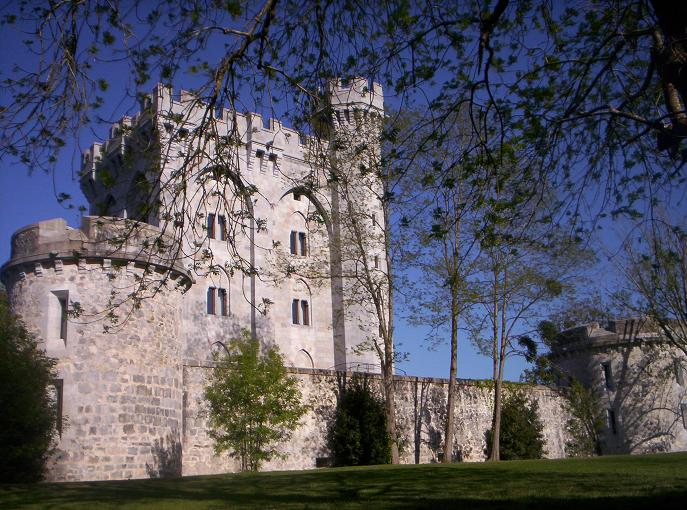
Tour d'Arteaga

- Le bâtiment le plus emblématique de cette commune est la tour d'Arteaga, maison-tour d'origine médiévale, qui a été reconstruite au XIXe siècle par l'impératrice française Eugénie de Montijo[4].
- Grotte d'Antoliña

### Sources
- (es)/(eu) Cet article est partiellement ou en totalité issu des articles intitulés en espagnol « Gautéguiz de Arteaga » (voir la liste des auteurs) et en basque « Gautegiz-Arteaga » (voir la liste des auteurs).